# Indywidualne Mistrzostwa Świata w Ice Speedwayu 1972
Indywidualne Mistrzostwa Świata w ice speedwayu 1972 – cykl zawodów motocyklowych na lodzie, mający na celu wyłonienie medalistów indywidualnych mistrzostw świata w sezonie 1972. Tytuł wywalczył Gabdrachman Kadyrow ze Związku Radzieckiego.

## Historia i zasady
Jednodniowy finał który odbył się w szwedzkim Nässjö poprzedziła rozegrana po raz pierwszy runda kwalifikacyjna we francuskim Grenoble oraz dwa dwudniowe półfinały rozgrywane w RFN i Związku Radzieckim.
Runda kwalifikacyjna w Grenoble (5 - 6 lutego)
W zawodach rozegranych na sztucznie mrożonym torze łyżwiarskim L'Anneau de Vitesse brali udział zawodnicy z Austrii, Czechosłowacji, RFN, Szwecji i Wielkiej Brytanii. Najlepszym okazał się Szwed Kurt Westlund z kompletem 30 punktów. Za nim z 27 punktami zawody ukończyli Milan Špinka z Czechosłowacji i Sven Sigurd ze Szwecji.
Półfinał w Inzell (19 - 20 lutego)
Najlepszy rezultat osiągnął Jurij Dubinin, który zdobył 27 punktów. Z taką samą zdobyczą punktową zawody ukończył Kurt Westlund. Zawodnikiem który stanął na najniższym stopniu podium półfinału był Gabdrachman Kadyrow z 26 punktami.
Półfinał w Ufie (19 - 20 lutego)
Na podium półfinału stanęli Władimir Paznikow, Władimir Cybrow i Władimir Smirnow.
Finał (5 marca)
Zawody na Nässjö Motorstadion przyciągnęły na trybuny 10 000 widzów, rozegrane zostały na umiarkowanym mrozie, przy dość silnym wietrze. Kluczowym dla rozstrzygnięcia tytułu mistrzowskiego był bieg w trzeciej serii w którym mierzyli Gabdrachman Kadyrow i Antonín Šváb. Zawodnik radziecki wygrał z Czechem, który planując wykonać lotny start, nie zdążył dojechać do taśmy przed rozpoczęciem biegu i wkręcić gazu, aby silnik uzyskał wysokie obroty. Kadyrow okazał się być bezbłędnym we wszystkich wyścigach i po raz piąty został mistrzem świata. Šváb do zdobytych w 1966 roku brązu i złota w 1970 dołożył medal srebrny. Brązowy medal wywalczył Władimir Paznikow po tym jak w biegu dodatkowym pokonał Szweda Bernta Hörnfeldta.

## Zawodnicy
Obsada mistrzostw została ustalona na podstawie półfinałów rozegranych w RFN i Związku Radzieckim. Z każdego półfinału awansowało po 7 zawodników. Zakwalifikowanego do finału Władimira Smirnowa zastąpił Czech Jan Verner.

### Zakwalifikowani zawodnicy
| Jurij Dubinin – zwycięzca półfinału w Inzell Kurt Westlund – 2. miejsce w półfinale w Inzell Gabdrachman Kadyrow – 3. miejsce w półfinale w Inzell Konstantin Diemachin – 4. miejsce w półfinale w Inzell Władimir Czekuszew – 5. miejsce w półfinale w Inzell Per-Lennart Eriksson – 6. miejsce w półfinale w Inzell Sven Sigurd – 7. miejsce w półfinale w Inzell Bernt Hörnfeldt – dzika karta organizatora Karl-Ivar Wattman – dzika karta organizatora | Władimir Paznikow – zwycięzca półfinału w Ufie Władimir Cybrow – 2. miejsce w półfinale w Ufie Władimir Smirnow – 3. miejsce w półfinale w Ufie Jurij Dudorin – 4. miejsce w półfinale w Ufie Antonín Šváb – 5. miejsce w półfinale w Ufie Hans Johansson – 6. miejsce w półfinale w Ufie Conny Samuelsson – 7. miejsce w półfinale w Ufie Jan Verner – 8. miejsce w półfinale w Ufie |

## Terminarz
| Etap                 | Data           | Stadion             | Miasto   | Zwycięzca           |
| -------------------- | -------------- | ------------------- | -------- | ------------------- |
| Runda kwalifikacyjna | 5 - 6 lutego   | L'Anneau de Vitesse | Grenoble | Kurt Westlund       |
| Półfinał             | 19 - 20 lutego | Eisstadion          | Inzell   | Jurij Dubinin       |
| Półfinał             | 19 - 20 lutego | Stroitiel           | Ufa      | Władimir Paznikow   |
| Finał                | 5 marca        | Motorstadion        | Nässjö   | Gabdrachman Kadyrow |

## Klasyfikacja
| Poz | Zawodnik             | 1 | 2 | 3 | 4 | 5 | + | Punkty |
| --- | -------------------- | - | - | - | - | - | - | ------ |
| 1   | Gabdrachman Kadyrow  | 3 | 3 | 3 | 3 | 3 |   | 15     |
| 2   | Antonín Šváb         | 3 | 3 | 2 | 3 | 2 |   | 13     |
| 3   | Władimir Paznikow    | 2 | 3 | 1 | 3 | 3 | 3 | 12+3   |
| 4   | Bernt Hörnfeldt      | 3 | 2 | 3 | 2 | 2 | 2 | 12+2   |
| 5   | Konstantin Diemachin | 2 | 1 | 2 | 3 | 3 |   | 11     |
| 6   | Jurij Dudorin        | 1 | 2 | 2 | 2 | 1 |   | 8      |
| 7   | Władimir Cybrow      | 0 | 2 | 0 | 2 | 3 |   | 7      |
| 8   | Kurt Westlund        | 1 | 0 | 3 | 0 | 2 |   | 6      |
| 9   | Hans Johansson       | 1 | 3 | 0 | 1 | 1 |   | 6      |
| 10  | Jurij Dubinin        | 2 | 2 | u | 2 | 0 |   | 6      |
| 11  | Karl-Ivar Wattman    | 0 | 1 | 3 | w | 1 |   | 5      |
| 12  | Władimir Czekuszew   | 3 | 1 | w | 1 | 0 |   | 5      |
| 13  | Conny Samuelsson     | 2 | 0 | 0 | 1 | 2 |   | 5      |
| 14  | Jan Verner           | 0 | 1 | 1 | 1 | 1 |   | 4      |
| 15  | Sven Sigurd          | 1 | 0 | 2 | 0 | 0 |   | 3      |
| 16  | Per-Lennart Eriksson | 0 | 0 | 1 | 0 | 0 |   | 1      |